# Achille Luchaire
Pour les articles homonymes, voir Luchaire.
Achille Luchaire, né le 24 octobre 1846 à Paris (10e arrondissement) et mort le 13 novembre 1908 à Paris (6e arrondissement), est un philologue et historien médiéviste français.

## Biographie
Il fait ses études chez les Frères de la doctrine chrétienne à Panissières, aux lycées de Saint-Étienne, puis de Lyon, et lycée Henri-IV de Paris et à l’École normale supérieure. Agrégé d’histoire en 1869, il est affecté, la même année, au lycée de Pau comme professeur d’histoire puis, en 1874, au lycée Michel-Montaigne.
Son séjour palois lui ayant donné l’occasion d’étudier les langues basque et gasconne, après un premier essai Remarques sur les noms de lieux du pays basque, il expose, la même année, sa théorie plus complètement dans les Origines linguistiques de l’Aquitaine. Le 28 avril 1877, il soutient ses deux thèses de doctorat ès lettres à la Faculté des lettres de Paris. La première, en français, aborde l’administration royale et la féodalité dans le Midi, à travers le personnage d'Alain d'Albret. La deuxième, en latin, intitulée De lingua Aquitanica, traite de la langue gasconne dans ses rapports avec le basque. Ces thèses valent, la même année, un poste de maitre de conférences d’histoire et de langues du midi de la France à la faculté des lettres de Bordeaux, puis sa titularisation comme professeur.
À partir de 1885, il est chargé de cours sur les sciences auxiliaires de l’histoire en Sorbonne. En 1888, il supplée puis remplace, en 1889, Fustel de Coulanges pour l’histoire du Moyen Âge. Il est élu membre de l'Académie des sciences morales et politiques en 1895.

Après avoir abandonné l’histoire locale et la philologie, il se consacre entièrement à l’histoire du Moyen Âge. La publication en 1883 et 1885 de l’Histoire des institutions monarchiques de la France sous les premiers Capétiens établit sa réputation d’historien. Louis Halphen écrit à son propos : 

« Cet ouvrage suffit à le classer d’emblée au premier rang. Avec une remarquable sûreté de jugement et un sens pénétrant des réalités historiques, il y faisait justice des idées erronées encore admises alors par presque tous les historiens sur l’avènement de la dynastie capétienne, sur la nature de l’autorité exercée par Hugues Capet et ses premiers successeurs et sur le rôle qu’ils avaient joué dans la société féodale et ecclésiastique du XIe et du  XIIe siècle. Sans esquiver aucune des difficultés du sujet, mais sans pédantisme, sans lourdeur, il apportait sur la fondation du pouvoir monarchique à cette époque une doctrine claire, cohérente, pour laquelle il avait su utiliser avec art un ensemble considérable de textes en grande partie inédits. »

Suppléant, depuis 1888, Fustel de Coulanges, à la faculté des lettres de Paris, à sa mort, il lui succède à la chaire d’histoire du moyen âge, au début de l’année 1890:113. L’un des principaux promoteurs de l’importante réforme opérée dans les études historiques médiévales, notamment la réfutation de l’idée d’antagonisme de « races » entre Carolingiens et Robertiniens soutenue par Augustin Thierry ou François Guizot, ses ouvrages ont fait la lumière sur des périodes historiques jusque-là fort obscures, surtout sur l’époque du pape Innocent III.

Ses ouvrages ultérieurs, ainsi que ses contributions à l’Histoire de la France au Moyen Âge, dirigée par Ernest Lavisse, et à L’Histoire de France racontée par les contemporains, dirigée par son beau-frère, Berthold Zeller, sont également très remarqués. Le dernier volume de sa série d’ouvrages sur le pape Innocent III, paru quelques jours avant sa mort, est récompensé par le prix Jean-Reynaud. Au sujet de son enseignement, Louis Halphen écrit : 

« ...il fut un de ceux qui s’employèrent avec le plus de suite et le plus de succès à introduire dans nos Facultés les méthodes critiques et les habitudes de précision rigoureuse qui trop longtemps étaient restées l’apanage de l'École des chartes et l'École des hautes études. se faisait de son métier une idée très haute : « L’idéal du professeur, disait-il en 1890, j’entends de celui qui est un savant et veut exercer autour de lui une action profitable au progrès de la science, c’est de former le plus grand nombre possible d’esprits capables de recevoir et de communiquer aux autres sa tradition. L’influence dont il jouit personnellement, la part qu’il prend à la recherche et à la découverte de la vérité, l’utilité de ses propres travaux se trouvent grandies et décuplées par les efforts de ceux qui étudient sous sa direction. Rien n’est donc plus désirable que de faire école » »

Il est mort frappé en pleine force, d’une soudaine attaque imprévue et implacable, alors que l’Académie des sciences morales venait de lui décerner la plus haute de ses récompenses, le prix Jean-Reynaud, pour sa série sur Innocent III. En réalité, elle consacrait sa vie et son œuvre.

## Prix
- Prix Thérouanne 1878 & 1891.
- Prix Archon-Despérouses 1879.
- Prix Jean-Reynaud 1908.

## Hommages
Une rue du 14e arrondissement de Paris a reçu son nom.

## Descendance
De son épouse, Alphonsine Philippine Virginie Zeller, fille de l’historien Jules Zeller, il a eu deux fils :
- l’historien et écrivain Julien Luchaire, père du journaliste et homme politique Jean Luchaire et grand-père de l’actrice Corinne Luchaire ;
- Maurice Luchaire (d) , sous-préfet de Cherbourg de 1927 à 1940, et père du constitutionnaliste François Luchaire.

## Principales publications

### Linguistique gasconne et basque
- Les Origines linguistiques de l’Aquitaine (Extrait du Bulletin de la Société des sciences, lettres et arts de Pau), Pau, Veronese, 1877, xi, 72 p., in-8º (OCLC 579888571, lire en ligne)Prix Archon-Despérouses 1879.
- Études sur les idiomes pyrénéens de la région française, Paris, Maisonneuve, 1879, xii-373 p., carte-dépl. ; in-8º (OCLC 669387101, lire en ligne).
- Recueil de textes de l’ancien dialecte gascon d’après les documents antérieurs au XIVe siècle : suivi d’un glossaire, Paris, Maisonneuve, 1881, xvi, 207 p. (OCLC 812170375, lire en ligne).

### Histoire
- Alain le Grand, sire d’Albret : l’administration royale et la féodalité du Midi (1440-1522), Paris, Hachette, 1877, 240 p. (lire en ligne sur Gallica)Prix Thérouanne 1878.
- Philippe Auguste et son temps : 1137-1226, Paris, Hachette, coll. « Collection Monumenta historiae », 1884, 437 p., 24 cm (OCLC 763856724, lire en ligne).
- Histoire des institutions monarchiques de la France sous les premiers Capétiens : 987-1180, Paris, Imprimerie Nationale, 1883, 2 vol. 24,5 cm (OCLC 555320693, lire en ligne)Prix d’histoire générale de l’Académie des sciences morales et politiques.
- Histoire des institutions monarchiques de la France sous les premiers Capétiens, mémoires et documents : Études sur les actes de Louis VII, Paris, [s.n.], 1885, in-4º (OCLC 491295912, lire en ligne sur Gallica).
- Les Communes françaises à l’époque des Capétiens directs, Paris, Hachette, 1890, 299 p. (OCLC 557753253, lire en ligne)prix Thérouanne 1891.
- Louis VI le Gros, annales de sa vie et de son règne (1081-1137) : avec une introduction historique, Paris, Alphonse Picard, 1890, 395 p. (OCLC 697989108, lire en ligne).
- Manuel des institutions françaises : période des Capétiens directs, Paris, Hachette, 1892, viii, 658 p., in-8º (OCLC 797647121, lire en ligne).
- L’Université de Paris sous Philippe-Auguste, Paris, A. Chevalier-Marescq, 1899, 58 p., in-8º (OCLC 612932714, lire en ligne).
- Étude sur quelques manuscrits de Rome et de Paris, Paris, Félix Alcan, 1899, 173 p., in-8º (OCLC 763196049, lire en ligne sur Gallica).
- Études sur quelques manuscrits de Rome et de Paris : Les Œuvres de Suger. La Chronique de Morigni. Le Fragment de l’histoire d’Anjou, attribuée à Foulque le Réchin. Les Annales de Jumièges. Un cartulaire de Saint-Vincent de Laon. Un manuscrit de Soissons. Les Miracula sancti Dionysii. Les Recueils épistolaires de l’abbaye de Saint-Victor, Paris, Félix Alcan, 1899, 173 p., 3 f. prelim., in-8º (OCLC 613069007, lire en ligne).
- Histoire de France : depuis les origines jusqu’à la révolution, t. 2, Paris, Hachette, 1901, 415 p., 19-30 cm (OCLC 1227348576, lire en ligne), 2 Les premiers capétiens (987-1137), Ernest Lavisse, éd.
- Innocent III : les royautés vassales du Saint-Siège, Paris, Hachette, 1908, 279 p., in-16 (ISBN 978-0-83708-198-4, OCLC 682470703, lire en ligne).
- Innocent III : Rome et l’Italie, Paris, Hachette, 1904 (lire en ligne).
- Innocent III : la croisade des Albigeois, Paris, Hachette, 1905, 290 p. (lire en ligne).
- Innocent III : la papauté et l’empire, Paris, Hachette, 1906, 328 p. (lire en ligne).
- Innocent III : la question d’Orient, Paris, Hachette, 1907 (lire en ligne).
- Innocent III : les royautés vassales du Saint-Siège, Paris, Hachette, 1908, 279 p., in-16 (lire en ligne sur Gallica).
- Innocent III : le concile de Latran et la réforme de l’Église (avec une bibliographie et une table générale des six volumes), Paris, Hachette, 1908, x, 289 p., in-16 (lire en ligne).
- Histoire de France depuis les origines jusqu’à la Révolution, t. II Les Premiers Capétiens (987-1137), Paris, Hachette, 1911, 432 p. (lire en ligne).
- La Société française au temps de Philippe-Auguste, Paris, Hachette, 1909, iii-460 p., in-8º (OCLC 764070817, lire en ligne sur Gallica).